# 10524 Маневський
10524 Маневський (10524 Maniewski) — астероїд головного поясу, відкритий 22 вересня 1990 року.
Тіссеранів параметр щодо Юпітера — 3,618.